# 她從海上來
《她從海上來－張愛玲傳奇》，公共電視文化事業基金會《公視文學大戲》系列的一齣連續劇，這齣連續劇是以中國當代文學家張愛玲的一生故事作為主題。這齣戲共有20集，每集1小時，在2004年1月12日20:00(UTC+8)在公視播出第一集，播至同年2月6日；並於2006年1月10日發行DVD。本劇製作人徐立功，導演丁亞民，編劇王蕙玲，劉若英飾演張愛玲，趙文瑄飾演胡蘭成。

## 演員列表
- 劉若英 飾 張愛玲
- 趙文瑄 飾 胡蘭成
- 顏曉頻 飾 張茂淵（張愛玲姑姑）
- 茹萍 飾 黃逸梵（張愛玲生母）
- 寇振海 飾 張志沂（張愛玲父親）
- 王琳 飾 孫用番（張愛玲繼母）
- 是安飾張子靜（張愛玲弟弟）

## 外部連結
- 互联网电影数据库（IMDb）上《她從海上來》的资料（英文）